# Аделаїда Аквітанська
Адбелагіда, Адель або Аделаїда з Аквітанії (також відома як Аделаїда з Пуатьє; бл. 945 або 952—1004) — дружина короля Франції Гуго Капета. Аделаїда та Гуго були засновниками династії Капетингів Франції, і Аделаїда мала певний вплив на управління чоловіком Францією.

## Біографія
Аделаїда була дочкою Вільгельма III, герцога Аквітанського та Аделі Нормандської, доньки Ролло, герцога Нормандського. Її батько використовував її як гарантію перемир'я з Гуго Капетом, з яким вона одружилась у 969 році.
У 987 році, після смерті Людовика V, останнього короля Каролінгів Франції, Гуго було обрано новим королем з королевою Аделаїдою. Подружжя були проголошені новими монархами в Санлісі, а благословенні в Нуайоні. Таким чином, вони стали засновниками династії Капетингів Франції. Очевидно, Гуго довірився рішенню Аделаїди і дозволив їй брати участь в урядуванні. Він попросив її провести переговори від його імені з регентом Священної Римської імперії імператрицею Феофаною, заздалегідь взявши на себе зобов'язання дотримуватись будь-якої угоди, яку вони дійшли.
Син Аделаїди, Роберт, конфліктував наприкінці 990-х років з Гербертом, архієпископом Реймським. Герберт знайшов притулок у Оттона III, сина Феофано та нового імператора Священної Римської імперії, і Аделаїда намагалася відкликати першого до Реймсу, але Герберт протистояв цьому наказу в листі, датованому весною 997 року.

## Родина
Чоловік — Гуго Капет
Діти:
- Гедвіга —  графиня Монса (або Гадевіде, або Авоаза) (близько 969 — після 1013), дружина Реньє IV, графа Монса
- Роберт II (972—1031) — майбутній король Франції. Він був коронований королем у 987 році, щоб зміцнити нову династію.
- Жизель, графиня Понт'є (бл. 970—1002) — дружина Гуго І, графа Понт'є.

Про деяких інших доньок є недостатньо інформації.